# Michael Martin (Brits politicus)

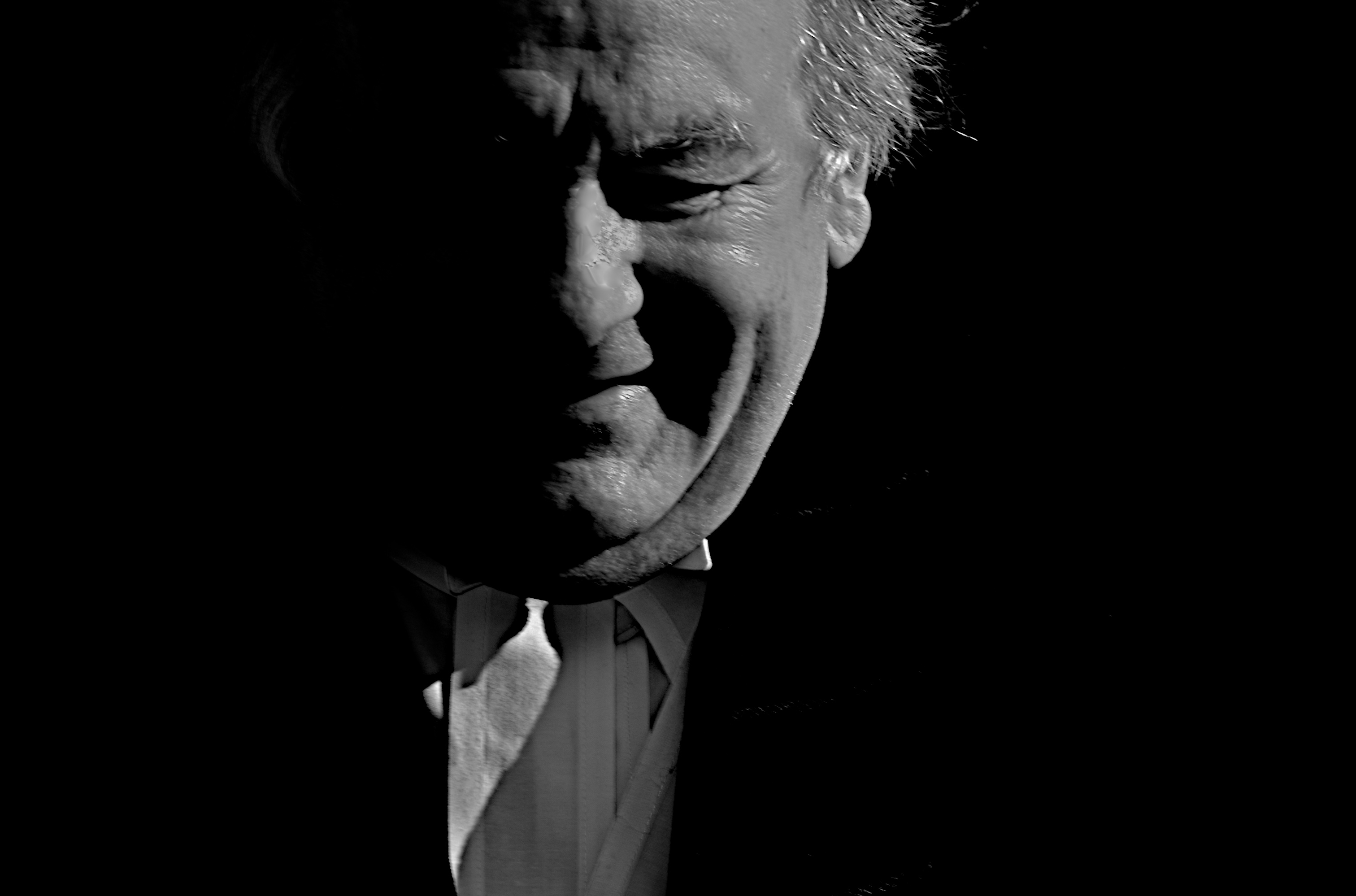
Michael Martin

Michael John Martin, Baron Martin of Springburn (Glasgow (Schotland), 3 juli 1945 – 29 april 2018) was een Brits Labour-politicus. Hij was van 1979 tot 2005 lid van het Lagerhuis voor het district Glasgow Springburn, en daarna tot 2009 voor het district Glasgow East. Van 2000 tot 2009 was hij tevens de speaker van het Lagerhuis. Hij trad op 21 juni 2009 af wegens betrokkenheid bij het Britse declaratieschandaal.
Martin zat sinds 1979 voor de Labour Party in het Lagerhuis. Hij behoorde tot de rechtervleugel van de partij. Op 25 augustus 2009 werd Martin life peer gemaakt als Baron Martin of Springburn. Hij werd op 13 oktober 2009 geïntroduceerd in het House of Lords, waar hij als crossbencher zat.
- SNAC: w6rx9fjx